# Муталієв Хаджі-Бекір
Муталієв Хаджі-Бекір Шовхалович (20 червня 1910 — 11 вересня 1964) — інгуський поет.
Народився в 1910 році в селі Екажево (нині Назрановський район Інгушетії). Навчався в Москві, в Інституті журналістики.
Писати вірші почав в 1920-і роки. Його перу належать п'єси «Культармійці» та «Око за око, зуб за зуб», в яких викриваються знахарі, мулли і кулаки. Громадянській війні присвячені його оповідання «Мати і дочка» і «Більшовики йдуть». Пізніше він створив п'єси «Нові гості», «Суворий день», «Помста Кунта» про боротьбу з кровною помстою, адатом і шаріатом. Остання збірка віршів Муталієва — «В дорозі» — вийшла у 1964 році.